# Beatrix Schwarzböck-Fischer
Beatrix Schwarzböck-Fischer, geb. Macher (* 6. Februar 1808 in Temeswar, Kaisertum Österreich; † 16. September 1885 in Karlsruhe) war eine gefeierte Sopranistin, die im 19. Jahrhundert an bedeutenden europäischen Bühnen auftrat.

## Leben
Die Sängerin wurde in Wien ausgebildet und debütierte bereits 1823 unter dem Namen ihres Stiefvaters (Schwarzböck) am Theater an der Wien. Im Oktober 1825 heiratete sie den Schauspieler Karl Fischer. Ab Ostern 1826 bis 1827 war das Ehepaar in Brünn engagiert, von April 1827 bis Februar 1828 am Kärntnertortheater in Wien und von Ostern 1828 bis Dezember 1830 am Stadttheater Aachen. Ihr Ehemann übernahm dort 1829/30 die Direktion.  Als Gast trat sie in Aachen vielfach auf (21. August–2. September 1832 / 29. Mai–25. Juni 1835 / 18. Juli–9. August 1842) auf. Nach ihrer Aachener Zeit wirkte sie 1829–31 als Sängerin in Paris und begeisterte das dortige Publikum. Sie sang u. a. Agathe und Rezia, jeweils alternierend mit W. Schröder-Devrient. Ab 1831 führte ihr Weg dann an das Hoftheater Karlsruhe und sie wurde dort auf Lebenszeit verpflichtet. Sie sang in der dortigen Erstaufführung des Oberon am 8. April 1833 die Rezia (ihr Mann gab den Babekan); von dort aus führten sie weitere Gastspiele nach Wien (Juni/Juli 1834) und im Frühjahr/Sommer 1840 nach London. Ab Februar 1854 trat sie in den Ruhestand.